# Stenodynerus scabriusculus
Stenodynerus scabriusculus är en stekelart som först beskrevs av Maximilian Spinola 1851.  Stenodynerus scabriusculus ingår i släktet smalgetingar, och familjen Eumenidae. Inga underarter finns listade i Catalogue of Life.